# یواس‌اس منمشا (ای‌جی-۳۹)
یواس‌اس منمشا (ای‌جی-۳۹) (به انگلیسی: USS Menemsha (AG-39)) یک کشتی بود که طول آن 261' بود. این کشتی در سال ۱۹۱۸ ساخته شد.